# Patada
Patada (sard) o Pattada (italià) és un municipi italià, dins de la província de Sàsser. L'any 2007 tenia 3.364 habitants. Es troba a la regió de Montacuto, en el Logudor. Limita amb els municipis de Benetutti, Buddusò (OT), Bultei, Nughedu San Nicolò, Nule, Oschiri (OT), Osidda (NU) i Ozieri. Comprèn la fracció de Bantine.

## Administració
| Període   | Identitat         | Partit       |
| --------- | ----------------- | ------------ |
| 1996-2000 | Antonello Deiosso | Lista cívica |
| 2000-2005 | Antonello Deiosso | Lista cívica |
| 2005-2010 | Fabio Pastorino   | Lista cívica |
| 2010-2015 | Mario Deiosso     | Lista cívica |

## Personatges il·lustres
- Pietro Pisurzi, poeta en sard
- Giovanni Pietro Cubeddu, poeta en sard
- Giovanni Maria Asara, poeta